# Solitude (Album)

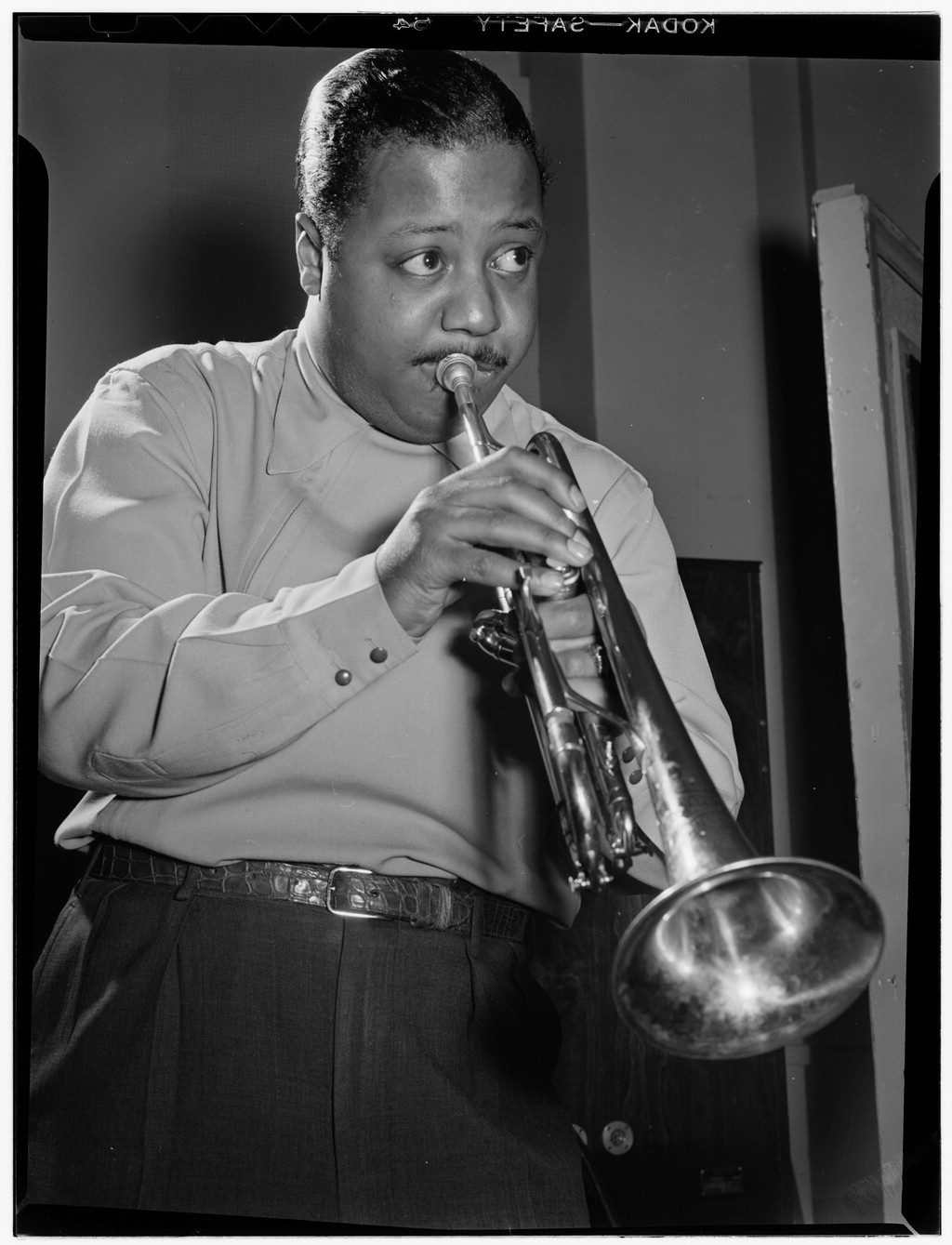
Charlie Shavers, National Studios, ca. Mai 1947.
Fotografie von William P. Gottlieb.

Solitude ist ein Jazzalbum von Billie Holiday, das in zwei Sessions im April 1952 für das Label Clef Records (später Verve Records) von Norman Granz aufgenommen und 1953 veröffentlicht wurde.

## Das Album
1950 wurden Billie Holidays Platten weniger häufig im Radio gespielt; ihr Chronist Donald Clarke mutmaßt, dass es vielleicht an ihrem schlechten Ruf lag. Jedenfalls wurde nach ihren letzten Decca-Aufnahmen 1950 ihr Vertrag nicht verlängert. 1951 entstanden lediglich im Rahmen eines kurzzeitigen Vertrags mit dem kleinen Label Aladdin Records vier Aufnahmen unter Leitung des Gitarristen Tiny Grimes. Ende Oktober hatte sie Auftritte im Storyville; im Frühjahr 1952 begann sie für Norman Granz aufzunehmen, für den sie bereits im Rahmen von Jazz at the Philharmonic aufgetreten war, zunächst für Mercury Records und schließlich für Granz’ eigenes Label Clef. In den nächsten fünf Jahren lag ihre Karriere ganz in den Händen von Granz, der sie massiv unterstützte; mit dem Album "Solitude" beginnt somit die letzte Werkphase der Sängerin, die sie in den Studios von Clef, später von Verve verbrachte. In dieser Zeit sollten klassische Alben wie Lady Sings the Blues (1954), Music for Torching (1955) und Songs for Distingué Lovers 1957 entstehen.
In zwei Sessions mit fast identischer Besetzung (lediglich der Schlagzeuger J. C. Heard löste Alvin Stoller ab) ist Lady Day mit Barney Kessel, Oscar Peterson, Ray Brown und dem Tenorsaxophonisten Flip Phillips und dem Trompeter Charlie Shavers bei einigen Titeln zu hören. Besonders heraus ragt der Titel Love for Sale, bei dem die Sängerin lediglich von dem jungen Pianisten Oscar Peterson begleitet wird. Die Sängerin Shirley Horn sagte später zu diesem Duett: „Oscar streute ihr Blumen vor die Füße“.
Laut ihrem Biograph Donald Clarke präsentierte Granz Billie Holiday „wieder in dem Umfeld, in dem ihre Fans sie hören wollten“. Die Musiker gehörten zu Granz’ JATP-Truppe, die er seit 1945 in immer wechselnder Besetzungen präsentierte. Lady Day kannte Granz schon seit zwölf Jahren; sie war bereits bei seinen JATP-Tourneekonzerten 1945/47 aufgetreten, wo erste Aufnahmen entstanden waren.
Clarke resümiert: Es „waren und sind wunderschöne Aufnahmen. Ihre Stimme ist rauher, hat ihre Jugendlichkeit verloren und lässt damit die künstlerische Leistung noch glanzvoller, noch deutlicher sichtbar hervortreten.“
Richard Cook und Brian Morton zeichneten im Penguin Guide to Jazz die Neuedition mit der zweithöchsten Bewertung aus.

## Die Titel

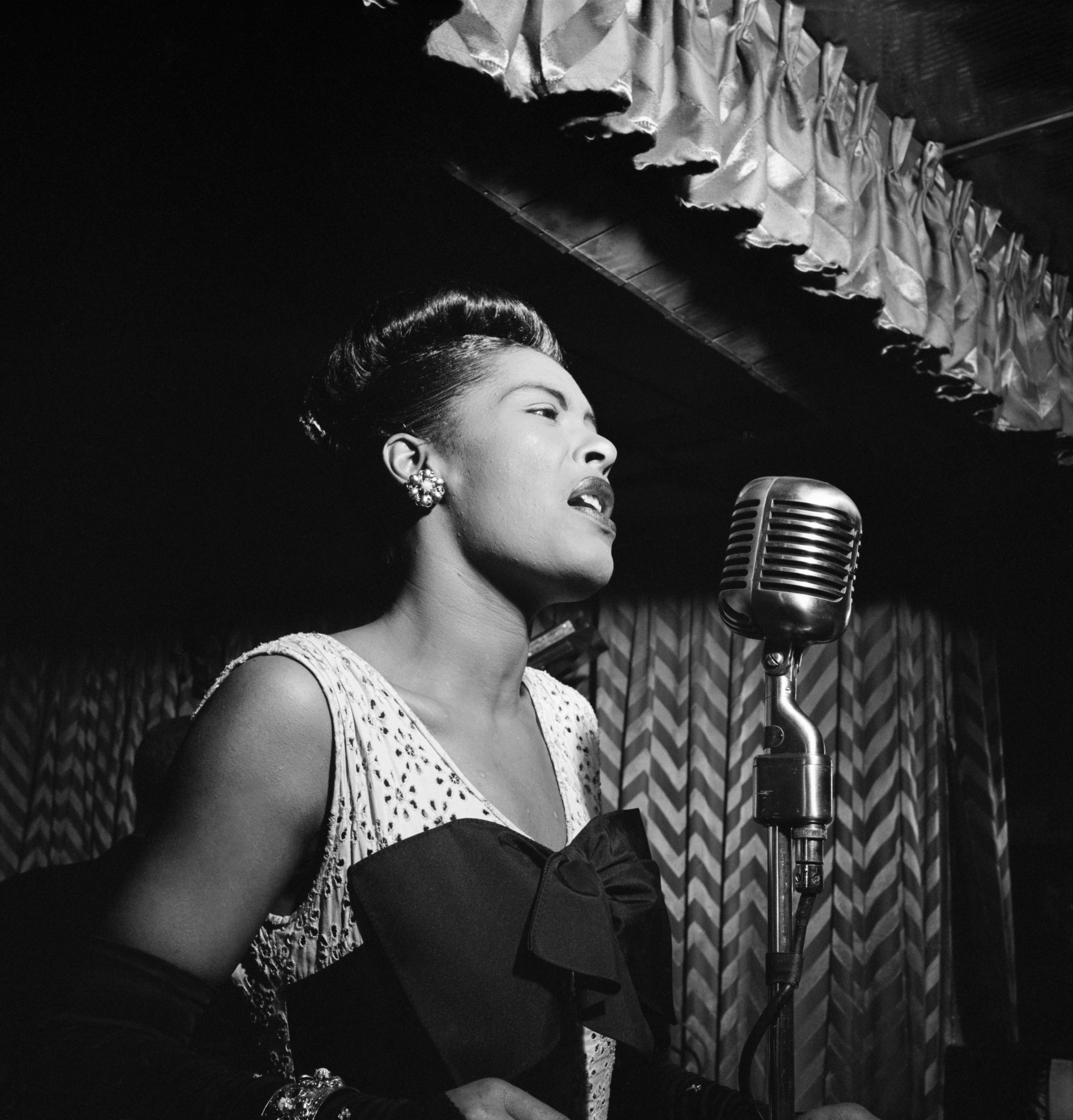
Billie Holiday (1947) fotografiert von William P. Gottlieb

- Billie Holiday: Solitude (Clef MGC 690)

1. "East of the Sun (and West of the Moon)" (Bowmans)
2. "Blue Moon" (Richard Rodgers und Lorenz Hart)
3. "You Go to My Head" (Gillespie-Coots)
4. "You Turned the Tables on Me" (Mitchell-Alter) (ohne Shavers + Phillips)
5. "Easy to Love" (Cole Porter)
6. "These Foolish Things" (Strachey-Marvell-Link) (ohne Shavers + Phillips)
7. "I Only Have Eyes for You" (Warren-Dubin)
8. "Solitude" (Duke Ellington, Eddie DeLange und Irving Mills) (ohne Flip Phillips)
9. "Everything I Have Is Yours" (Lane-Adamson) (ohne Shavers)
10. "Love for Sale" (Porter) (nur Oscar Peterson)
11. "Moonglow" (Hudson-DeLange-Mills) (ohne Phillips)
12. "Tenderly" (Lawrence-Gross)
13. "If the Moon Turns Green" (Coats-Hanighan)
14. "Remember" (Irving Berlin)
15. "Autumn in New York" (Vernon Duke) (LP-Version)
16. "Autumn in New York" (Vernon Duke) (78-rpm-take-Version)

## Editorische Notiz
Die Aufnahmen 1–9 entstanden bei der ersten Session, die restlichen Titel nach dem 21. April 1952.
Die Titel 1–11 erschienen zunächst in Form von Clef-Singles, dann als LP (Clef MGC 690), später auf dem Verve-Label unter der Nummer MGV 8074. Die restlichen Titel der zweiten Session, "If the Moon Turns Green", "Remember" und "Autumn in New York" erschien in der LP-Ära auf dem Album Recitals by Billie Holiday (Clef MGC 686 bzw. Verve MGV 8027), gekoppelt mit der Joe-Newman/Paul-Quinichette-Session im Juli 1952. Die in den 1990er Jahren veröffentlichte CD-Neuausgabe (Verve 519 810-2) enthält die kompletten April-Sessions.